# Răducăneni
Răducăneni is een Roemeense gemeente in het district Iași.
Răducăneni telt 8091 inwoners.